# Canajoharie
Canjoharie ist eine Stadt im Montgomery County im Bundesstaat New York in den USA. Das U.S. Census Bureau hat bei der Volkszählung 2020 eine Einwohnerzahl von 3.660 ermittelt.
Der Name bedeutet in der Sprache der Mohawk „der Topf, der sich selbst wäscht“, bezogen auf den Canajoharie Boiling Pot (Canajoharie-Kochtopf), einen Wasserfall im Canajoharie Creek, einem Fluss südlich der Stadt.
Sie befindet sich östlich von Utica und westlich von Amsterdam sowie südlich vom Mohawk River an der südlichen Grenze des County. Durch die Stadt (Church Street) verläuft die New York State Route 5S.
Im Norden der Stadt verläuft der Eriekanal. Bei der Volkszählung von 2010 hatte Canajoharie 3.730 Einwohner.

## Geschichte
Die Stadt liegt in der Nähe einer gleichnamigen früheren Siedlung der Mohawk-Indianer, die die Engländer später auch Upper Castle (Oberes Schloss) nannten.
Um 1730 begannen deutsche Auswanderer sich in der Gegend niederzulassen, sogenannte „German Palatines“, die infolge der Massenauswanderung der Pfälzer 1709 in die USA gekommen waren. Es folgten  Holländer und Engländer, was dazu führte, dass die Mohawk bestimmte europäische Sitten übernahmen, insbesondere von den Engländern.
Die moderne Stadt wurde 1788 gegründet. Sie wurde drei Mal durch Feuer zerstört, bis eine Verordnung den Bau von Holzhäusern verbot. Daher sind viele der älteren Häuser aus Backstein oder Feldsteinen gebaut.
1824 wurde die Canajoharie Academy eröffnet, eine Privatschule, die 1876 in das System der öffentlichen Schulen integriert wurde. Direktorin des Women’s Departement der Schule war 1848 bis 1850 die bekannte Suffragette Susan B. Anthony.
1865 hatte die Stadt bereits 4.248 Einwohner.
1891 wurde in Canajoharie die Firma Beech-Nut gegründet, ein Hersteller von Kinder- und Babynahrung. Er war lange Zeit der wichtigste Arbeitgeber der Stadt. 2011 wurde die Firma in eine neugebaute Fabrik in die benachbarte Stadt Florida verlagert.

## Sehenswürdigkeiten
- Ein markantes Bauwerk der Stadt ist die historische West Hill School, die 1891 bis 1893 nach Plänen des Architekten Archimedes Russell (1840–1915) errichtet wurde. 2002 wurde sie in das National Register of Historic Places aufgenommen.
- Von Bedeutung ist daneben das Arkell Museum, das 1927 von Bartlett Arkell gegründet wurde, dem ersten Präsidenten der Firma Beech-Nut.

## Musik
- Die Rockgruppe They Might Be Giants veröffentlichte auf ihrem Album Join Us (2011) einen Song mit dem Titel Canajoharie.[3]
- Canajoharie ist der Titel eines melancholischen, vom Pop inspirierten Klavierstücks auf dem Album Mia Brentano’s Hidden Sea. 20 Songs for 2 Pianos (2018), gespielt von Benyamin Nuss und Max Nyberg.[4]

## Persönlichkeiten
- Susan B. Anthony, Frauenrechtlerin
- Alfred Conkling, Politiker
- Frederick A. Conkling, Offizier und Politiker
- James Knox, Politiker
- Charles McVean, Jurist und Politiker
- Hendrick Theyanoguin, Häuptling der Mohawk